# دستفروش (فیلم ۱۹۶۸)
دستفروش (به انگلیسی: Salesman) فیلمی ۸۵ دقیقه‌ای به کارگردانی آلبرت میزلز است. این فیلم اولین موفقیت بزرگ آلبرت میزلز و برادرش بود، فیلمی دربارهٔ چهار فروشنده دوره‌گرد انجیل در بوستون که در سال ۱۹۹۲ به خاطر ارزش‌های هنری و تاریخی‌اش وارد فهرست آثار تحت حمایت کتابخانه کنگره آمریکا شد.